# Securidaca dolod
Securidaca dolod är en jungfrulinsväxtart som beskrevs av B. Wallnöfer. Securidaca dolod ingår i släktet Securidaca och familjen jungfrulinsväxter. Inga underarter finns listade i Catalogue of Life.